# Robert, knez Taranta
Robert II. od Taranta (1319. ili rana zima 1326. – 10. rujna 1364.) bio je knez Taranta iz obitelji Anjou. Robert postade kralj Albanije, ahajski knez i naslovni latinski car.
Otac kneza Roberta bio je Filip I., knez Taranta, a majka Katarina Valois-Courtenay. Katarina je bila naslovna latinska carica.
U Napulju, 9. rujna 1347., Robert se oženio gospom Marijom Burbonskom. Brak je bio bez djece.